# 哈尼戈 (馬里蘭州)
哈尼戈（英語：Honeygo）是位於美國馬里蘭州巴爾的摩縣的一個普查規定居民點。

## 人口
根據2020年美國人口普查的數據，哈尼戈的面積為15.16平方千米，當中陸地面積為15.15平方千米，而水域面積為0.01平方千米。當地共有人口12927人，而人口密度為每平方千米852.7人。